# Ten’yūkyō
Stowarzyszenie Niebiańskiej Opieki nad Uciśnionymi (jap. 天佑侠 Ten’yūkyō) – działające na terenie Korei tajne stowarzyszenie japońskie, podlegające Gen’yōsha (Stowarzyszeniu Czarnego Oceanu) (1881-1946). Prowadziło operacje szpiegowskie, w celu gromadzenia danych wywiadowczych o ukształtowaniu terenu i infrastrukturze przemysłowej Korei, przydatnych w przyszłej aneksji tego kraju.